# Хоран, Тим
Тим Хоран AM (англ. Tim Horan, родился 18 мая 1970 года в Дарлингхёрсте, Сидней) — австралийский регбист и регбийный телекомментатор, выступавший на позиции флай-хава и инсайд-центра. Известен по выступлениям за «Квинсленд Редс» в Супер 12 и за сборную Австралии. Двукратный чемпион мира (1991, 1999).

## Ранние годы
Родился в семье австралийского политика Майка Хорана, который был в своё время капитаном студенческой сборной Австралии по регби и выступал в 1968—1970 годах за регбилиг-клуб «Парраматта Илз», а в политике стал известен как депутат Парламента Австралии от Национальной партии Австралии и Либеральной национальной партии Квинсленда (избран в округе Тувумба-Юг).
Тим учился в колледже Даунлендс (город Тувумба), первый регбийный тренер — Джон Элдерс. В 1987 году команда колледжа установила рекорд, не потерпев ни одного поражения в матчах против команд колледжей из Параматты, Ривервью и Хантерс-Хилл. Среди одноклубников Хорана были Бретт Робинсон, Гэррик Морган и Питер Райан.

## Игровая карьера

### Клубная
На клубном уровне Хоран выступал в чемпионате Квинсленда за клуб «Саутс» из Брисбена, а с 1996 по 2000 годы играл за «Квинсленд Редс» в Супер 12. С 2000 по 2003 годы он играл в Англии за «Сарацинов», прежде чем окончательно завершить игровую карьеру.

### В сборной
В сборной Австралии Тим Хоран дебютировал 5 августа 1989 года в матче в Окленде против новозеландцев. Своей игрой он впечатлил своего новозеландского визави Джо Стэнли, который после матча обменялся с ним регбийками. Хоран играл в одной связке с Джейсоном Литтлом, с которым дружил с 13 лет: оба играли в одной команде по регбилиг. Позже выступлениях в центре с Литтлом позже Хоран писал в книге «Идеальный союз» (англ. Perfect Union). 4 ноября 1989 года Хоран провёл свой второй матч за «Уоллабис» в Страсбурге против французов, в котором в паре с Литтлом он противостоял опытным Франку Менелю и Филиппу Селла: в той игре Хоран занёс две попытки, набрав 8 очков. В том же году Хоран и Литтл стали героями шутливой церемонии в баре, в которой принесли торжественную клятву не переходить в регбилиг и не покидать тем самым ряды «Уоллабис». Позже в одной связке с Хораном играл Дэниел Херберт.
В 1991 году Хоран в составе сборной Австралии завоевал Кубок мира, занеся на турнире 4 попытки, а в 1992 году он выиграл Кубок Бледислоу. В 1994 году в финале Супер 10 он получил тяжелейшую травму колена, которая чуть не стоила ему карьеры. Около года он проходил восстановительные курсы, прежде чем вернуться в расположение сборной накануне чемпионата мира в ЮАР (австралийцы проиграли на стадии четвертьфинала). В 1996 году он провёл первый и единственный матч на посту капитана сборной (играл на позиции флай-хава). Он не сыграл в матче против ЮАР, завершившемся разгромным поражением со счётом 22:61, но играл в матче против Англии, завершившимся ничейным результатом со счётом 15:15, и помог Бену Тьюну и Джорджу Грегану занести попытку.
В 1999 году на чемпионате мира в Уэльсе Хоран сыграл важную роль в итоговой австралийской победе, будучи вице-капитаном сборной. 3 октября 1999 года на 92-й секунде игры группового этапа против сборной Румынии Хоран занёс самую быструю попытку чемпионата мира, за что был награждён компанией Guinness правом на пожизненную бесплатную доставку пива на дом. Примечательно, что за день до игры с румынами австралийские спортсмены посетили торжественное мероприятие от Guinness, проходившее в гольф-клубе «Портмарнок», и получили большое количество фирменного продукта как почётные гости, затянув всё веселье до 2 часов ночи. В полуфинале против сборной ЮАР австралийцы лишь в дополнительное время сломили сопротивление «Спрингбоков» со счётом 27:21, причём в ночь перед игрой Хоран перенёс острое пищевое отравление.
По ходу турнира игроки получали новости о референдуме за выход Австралии из Содружества наций и преобразование страны в Республику: если капитан команды Джон Илз поддерживал выход, то Хоран выступил за то, чтобы остаться в Содружестве. В финале австралийцы взяли верх над французами и выиграли второй Кубок мира за 8 лет, а на церемонии награждения Хоран получил золотую медаль из рук королевы Елизаветы II третьим по счёту из игроков. Во время награждения, по словам фланкера сборной Оуэна Финегана, Хоран заявил: «А Джон за вас не голосовал, Ваше Величество. А я голосовал за Содружество», развеселив игроков. Однако, помимо золотой медали и Кубка мира, Хоран получил приз лучшего игрока турнира.
17 июня 2000 года в Брисбене Хоран сыграл последний, 80-й матч за сборную Австралии против аргентинцев. Всего за карьеру он набрал 140 очков в 80 играх в регбийке «Уоллабиз».

## Стиль игры
Хоран считался одним из лучших центровых мира в 1990-е годы благодаря атакующей мощи, умению играть в защите и плеймейкерским качествам. Выступая на позиции инсайд-центра, Хоран также выступал и как флай-хав. Одну игру за сборную он даже сыграл на позиции винга.

## После карьеры игрока

### Финансовая деятельность
По окончании игровой карьеры Хоран стал заниматься спортивной журналистикой. До 2018 года он также работал в Westpac Banking Corporation на должности руководителя по вопросам спорта и развлечений в отделе частного и премиум-банкинга, позже перешёл в лондонскую инвестиционную компанию River and Mercantile, возглавив отдел сотрудничества с Австралией и Новой Зеландией. Также Хоран является послом организаций Spinal Injuries Australia, занимающейся помощью пострадавшим в результате серьёзных травм позвоночника (выступает перед детьми с лекциями); программы Modified Rugby Program, которая занимается адаптацией правил регби для детей с ограниченными возможностями; НКО Aunties and Uncles, помогающей детям, росшим в неполных семьях или без родителей.

### Телекомментатор
С сентября 2010 года Тим Хоран работает в австралийском отделении Fox Sports, комментируя матчи по регби. В 2011 году он стал ведущим радиошоу The Ruck на сети радиостанций Triple M вместе с Мэттом Бёрком.

### Семья
Сын Тима, Алекс, отметился играми в Национальном регбийном чемпионате за клубы «Брисбен» и «Канберра Викингс», а в январе 2020 года стал игроком японского «Санвулвз».

## Достижения

### Клубные
- Чемпион Супер 6: 1992
- Чемпион Супер 10: 1994, 1995

### В сборной
- Чемпион мира: 1991, 1999

### Личные
- Лучший игрок чемпионата мира: 1999
- Член спортивного зала славы Австралии[англ.]: 2006
- Кавалер медали ордена Австралии[7][8]
- Член Зала славы австралийского регби: 2015
- Член Зала славы World Rugby[англ.]: 2015[9].